# Supercalifragilisticexpialidocious
Supercalifragilisticexpialidocious (ˌsuːpərˌkæli-ˌfrædʒi-ˌlɪstɪkˌɛkspiːˌæli-ˈdoʊʃəs) est une chanson des frères Sherman figurant dans le film Mary Poppins sorti en 1964. Elle est principalement connue pour son titre (présent dix fois dans les paroles), un hapax de 34 lettres (en).

## Contexte dans le film
Cette chanson apparaît au moment où Mary Poppins répond aux questions des journalistes après avoir gagné une course de chevaux. Un journaliste affirme qu'il y a probablement peu de mots exprimant son émotion ; elle rétorque que si, prononce ce mot très long et saute dans la case des dessins animés.

## Invention
Richard M. Sherman, coparolier de la chanson avec son frère Robert, explique que super- se réfère à « en haut » ; -cali- à « beauté », -fragilistic- à « délicat » ; -expiali- à « expier » (synonyme de réparer une faute en acceptant ou en subissant une peine imposée) et -docious à « éducables ».

## Traduction
En français, le titre a été traduit par Supercalifragilisticexpidélilicieux lors de reprises contenues sur les disques narrant l'histoire, bien qu'il soit resté non traduit dans la version française du DVD (2003).

## Apparitions dans la culture populaire
- La série Les Simpson contient un épisode intitulé Sharry Bobbins (Simpsoncalifragilisticexpiala(Annoyed Grunt)cious en version originale), dont presque toute l’histoire est une parodie du film Mary Poppins. Le « Annoyed Grunt » qui remplace le « do » originel est une référence à la fameuse exclamation d’Homer : « D'oh ! ». Dans un épisode précédent il explique que ce son est une sorte de grognement gêné.
- Le jeu SimCity 2000 (1994) utilise cette expression lors d'une actualité concernant un nuage de gaz[3]. Le terme utilisé dans la version française est Supercalifragilisticexpialidoque.
- Le chanteur et musicien Prince s'est également inspiré de cette chanson pour un titre de son Black Album (1994) : Superfunkycalifragisexy.
- Dans la chanson Right on Time sur l'album Californication, le groupe de musique Red Hot Chili Peppers utilise le mot « supercalifragilistic ».
- L'émission Disney's tous en boîte contient une séquence chantée par Dingo intitulée Soupe-et-salade-frites-et-biscuits-extra-beignets-au-beurre (« Soup-or-salad-fries-or-biscuits-extra olives-doughnuts » en V.O.) qui reprend entièrement l'air de cette chanson.
- Le groupe Scars on Broadway, autre projet musical du guitariste de System of a Down, Daron Malakian, utilise le mot dans leur chanson intitulée Stoner Hate.
- La chanteuse Fergie utilise Supercalifragisexy dans sa chanson Labels or love, bande originale de Sex and the City, le film (2008).
- L'expression est utilisée par Anne Hathaway lors de son passage en tant qu'hôte du Saturday Night Live (le 4 octobre 2008) dans un sketch où elle incarne Mary Poppins. Elle prétend que ce mot est en fait une maladie rare du foie qui ne se transmet « qu'entre adultes » (Julie Andrews a joué sa grand-mère dans Princesse malgré elle).
- L'expression est chantée dans le refrain de 26 Lettraz In Da Alphabet de Linkin Park qui apparaît dans l'album « pour rire » LPU8.
- Dans sa critique de Batman et Robin, Doug Walker reprend l'air de la chanson en désignant le film comme « super-nullissimo-merdique-affreux-à chier » (« supercrapafuckerificexpialibullshit » en version originale).
- Dans le troisième épisode de la saison 2 de Suits, avocats sur mesure, Mike fait un éloge de Rachel, il énumère des adjectifs dont celui-ci.
- L'album We Love Disney sorti en 2013 contient une version de Supercalifragilisticexpialidocious chantée par Al.Hy et Arié Elmaleh.
- Sur l'album Live Fast Diarrhea du groupe The Vandals paru en 1995, la cinquième chanson est une reprise version punk de Supercalifragilisticexpialidocious.
- Dans sa revue humoristique de l'année 2016, l'émission Bye Bye, de la télévision de Radio-Canada, se moque de l'attitude optimiste du Premier ministre canadien Justin Trudeau (rebaptisé « Justin Poppins »), en lui faisant chanter : « Super-Optimiste-Déconnecté et dans le déni »[4].
- Dans le cadre de la sortie du film Le Retour de Mary Poppins, The Walt Disney Company propose au chanteur Loïc Nottet d'interpréter la chanson Supercalifragilisticexpialidocious. Un clip est réalisé dans lequel il est interprète et également créateur des costumes[5],[6].
- Dans le jeu Rayman 3, Globox dit « Supercalifragilisticexpialidocious » devant les portes du Grand Raccourci.
- L'officier de marine britannique Rodney Pattisson multi médaillé olympique dans les épreuves de voile des années 1970 avait baptisé Supercalifragilisticexpialidocious  son dériveur de course type Flying Dutchman (construit en bois moulé par le chantier Bob Hoare avec les mêmes techniques que le chasseur bombardier Mosquito). Ce bateau au palmarès exceptionnel est aujourd'hui sauvegardé dans un musée de Cornouailles[7]